# یواس‌اس گاید (ای‌ام‌سی-۸۳)
یواس‌اس گاید (ای‌ام‌سی-۸۳) (به انگلیسی: USS Guide (AMc-83)) یک کشتی بود که طول آن ۹۷ فوت ۱ اینچ (۲۹٫۵۹ متر) بود. این کشتی  در سال ۱۹۴۱ ساخته شد.